# Acceleratore (meccanica)

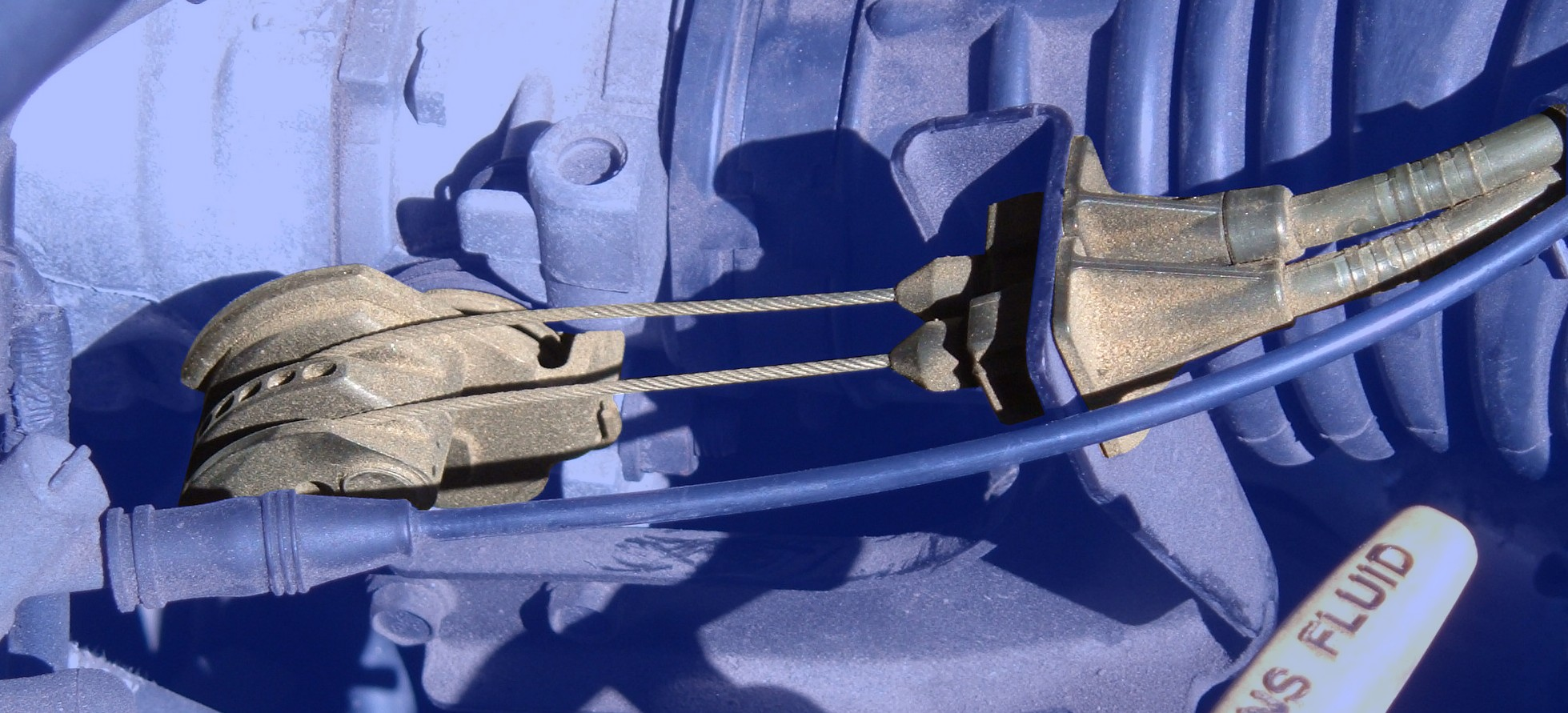
Dispositivo per sdoppiare il comando del gas.

Il comando gas o acceleratore è quel dispositivo azionato dal pilota per determinare l'alimentazione del motore e la potenza sviluppata.

## Tipo di comando
Questo comando gas può essere:
- Manopola
  - Normale o Assiale, la manopola agisce sul cavo gas, facendolo scorrere linearmente lungo l'asse della stessa, grazie a uno scorsoio presente al manubrio
  - Rapido o Radiale, la manopola agisce su una carrucola posta lateralmente ad essa, la quale avvolge il cavo gas, tanto maggiore sarà la carrucola, tanto più sarà rapido, inoltre questi possono essere a un filo e vincolare la manopola alla valvola gas solo per l'apertura, oppure essere a due fili e garantire il vincolo manopola e valvola gas anche in chiusura.
- Pedale
- Leva o grilletto

## Meccanismo di comando
Inoltre tale comando può essere:

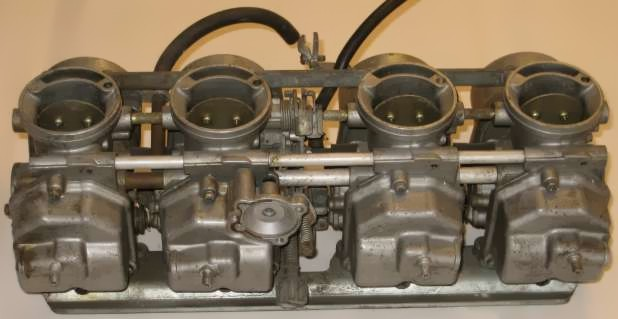
Carburatori con flangia

- Meccanico, il collegamento avviene tramite un sistema meccanico, come un filo d'acciaio
  - Singolo, nel caso si usi un solo organo di miscelamento
  - Sdoppiatore, nel caso si usino più organi di miscelamento o come nel caso del motore a due tempi, quando questo sia munito di miscelatore, questi possono essere:
    - Assiali, sono costituiti da un sistema a trazione lineare, il quale fa assumere una forma rettilinea
    - Radiali, sono costituiti da un sistema ad avvolgimento, il quale fa assumere una forma rotonda

  - Flangiati, nel caso si usino più organi di miscelamento e si voglia utilizzare un solo cavo di comando, questa cosa è possibile solo se i carburatori possono essere disposti in linea.
- Controllato via cavo, cioè mediato dall'elettronica (drive by wire), non vi è alcun collegamento diretto, ma una semplice rilevazione della posizione del comando gas, tramite i "TPS (Throttle Position Sensor)"
  - Indiretta, il comando gas ha il vecchio meccanismo meccanico, che va ad agire sui sensori del sistema DbW
  - Diretta, il comando gas agisce direttamente sui sensori del sistema DbW

## Modalità di comando
Il comando del gas può essere:
- Diretto, il comando gas ha una relazione fissa con la valvola gas, a quel determinato azionamento del comando gas corrisponde sempre una determinata apertura della valvola gas (questa tipologia di comando la si può avere con qualsiasi meccanismo di comando).
  - Lineare, tanto più si aprirà il comando gas e tanto più si aprirà la valvola gas.
  - Non lineare, tramite meccanismi differenti è possibile modificare il rapporto di apertura durante l'azionamento del comando dell'acceleratore.
    - Esponenziale la valvola gas si può aprire più lentamente alle prime aperture, per poi aprirsi più rapidamente alle ultime fasi d'apertura
    - Logaritmico la valvola gas si apre in modo più marcato alle prime aperture e ridurre la velocità d'apertura al termine dell'azionamento del comando dell'acceleratore.
- Controllato, il comando gas viene filtrato dai sistemi di controllo che possono limitarne l'apertura.
  - Controllo dell'apertura, in questo caso si evita che si abbia un'apertura eccessiva per il regime, il che porterebbe a una riduzione della potenza/coppia.
  - Controllo della coppia, in questo caso, oltre ad avere il controllo dell'apertura massima per ogni regime, si fa in modo che il comando gas comandi il valore di coppia del motore, facendo in modo che il valore di coppia generato cresca in modo proporzionale all'azionamento del comando gas.

## Organo di comando
Il comando gas può andare a comandare:
- Carburatore, si ha il controllo diretto della valvola gas e sulla carburazione
- Corpo farfallato, si ha il controllo diretto della valvola gas o sulla valvola gas principale, ma non sulla carburazione
- ECU, si comanda un'azione al sistema di controllo, che gestisce tutto

## Valvola comandata
La valvola gas può essere di diverso tipo, indipendentemente dal tipo di organo:
- Valvola a saracinesca
- Valvola a farfalla
- Valvola a sfera

Nei motori pluricilindrici la valvola può essere:
- Unica il comando gas aziona un'unica valvola, che può essere un corpo farfallato, carburatore o un altro elemento, questa soluzione è tipica delle autovetture, questa soluzione evita le eventuali disomogeneità d'apertura e quindi un'alimentazione disomogenea tra i diversi cilindri.
- Una per cilindro ogni cilindro ha la sua valvola e queste sono azionate dall'acceleratore o dall'ECU, questa soluzione era la più utilizzata quando i motori pluricilindrici delle motociclette venivano alimentati tramite i carburatori e attualmente utilizzata da alcuni sistemi drive by wire.
- Due per cilindro per ogni cilindro si hanno due valvole, una comandata dal guidatore e l'altra dall'ECU, la valvola comandata dall'ECU serve per evitare che il motore aspiri l'aria in modo poco graduale o tendi a pompare, aumentando di fatto la resa dello stesso.

## Effetti

Grafico che mette in correlazione la coppia motrice al variare dell'apertura del condotto di alimentazione.
Legenda:
A%) Percentuale acceleratore/condotto alimentazione
C) Coppia motrice
m) minimo o 0
M) Massimo
rpm) Regime motore

L'apertura dell'acceleratore determina la coppia generata dal motore, in relazione anche al regime operativo, in quanto in base alla sezione libera si ha una riduzione più o meno marcata del passaggio d'aria in relazione al regime motore, il che porta a parità di apertura dell'acceleratore a ridurre la coppia generata al salire del regime operativo, inoltre sono le prime fasi di apertura dell'acceleratore ad essere più significativi e incisivi a livello di coppia generata in particolar modo ai regimi più contenuti, inoltre esiste un valore minimo di acceleratore per garantire un determinato regime motore, in particolar modo la quantità di acceleratore minima richiesta aumenta al salire di regime operativo.